# Aloysia dodsoniorum
Aloysia dodsoniorum е вид растение от семейство Върбинкови (Verbenaceae). Видът е застрашен от изчезване.

## Разпространение
Разпространен е в Еквадор.